# Takou Bay
Takou Bay ou Tākou Bay est une baie et une localité rurale située dans le district du Far North dans la région du Northland dans l’Île du Nord de la Nouvelle-Zélande.

## Installations
Le Marae  local de Tākou est un lieu de rencontre pour l’iwi des Ngāpuhi du hapū des Ngāti Tautahi (en), des Ngāti Tūpango (en) et des Ngāti Whakaeke (en), et le Ngāpuhi ainsi que des Ngāpuhi / Ngāti Kahu ki Whaingaroa (en) de l’hapū des Ngāti Rēhia (en).
Il inclut la maison de rencontre nommée «Te Whetū Marama » .